# Lars Bergendahl
Lars Sverre Bergendahl, né le 30 janvier 1909 à Sørkedalen et mort le 22 juin 1997 à Lunner, est un fondeur norvégien. Il est le neveu de Lauritz Bergendahl.

## Biographie
Il a trois frères et sœurs et sa famille possède une ferme à Sørkedalen, aux environs d'Oslo. Il représente le club local aux compétitions.
Aux Championnats du monde 1937 à Chamonix, il remporte les titres sur le dix-huit kilomètres et le relais. Aux Championnats du monde 1938, il ajoute deux médailles à son palmarès chez les rivaux finlandais à Lahti, en argent sur le relais et en bronze sur le cinquante kilomètres.
Il est de nouveau champion du monde en 1939 à Zakopane, sur une autre épreuve, le cinquante kilomètres. Il est donc récompensé par la Médaille Holmenkollen et la Médaille d'or du Morgenbladet cette année.
Il remporte le cinquante kilomètres du Festival de ski de Holmenkollen en 1940.
Son oncle Lauritz Bergendahl a été fondeur de haut niveau.

## Palmarès

### Championnats du monde
| Épreuve / Édition | Oslo 1930 | Sollefteå 1934 | Chamonix 1937 | Lahti 1938 | Zakopane 1939 |
| 18 km             |           | 13e            | Or            | 23e        | 5e            |
| 50 km             | 38e       | 15e            | 5e            | Bronze     | Or            |
| Relais            |           | 4e             | Or            | Argent     |               |